# Bahnhof Wüstenbrand
Der Bahnhof Wüstenbrand ist eine Betriebsstelle der Hauptbahn Dresden–Werdau und der früher hier einmündeten Nebenbahnen von Limbach-Oberfrohna und von Neuoelsnitz auf dem Gemeindegebiet von Hohenstein-Ernstthal in Sachsen. Sie trägt den Namen des 1999 eingemeindeten Ortes Wüstenbrand. 
Heute dient die Betriebsstelle nur noch dem Reiseverkehr, betriebliche Anlagen für den Güterverkehr bestehen nicht mehr.

## Geschichte

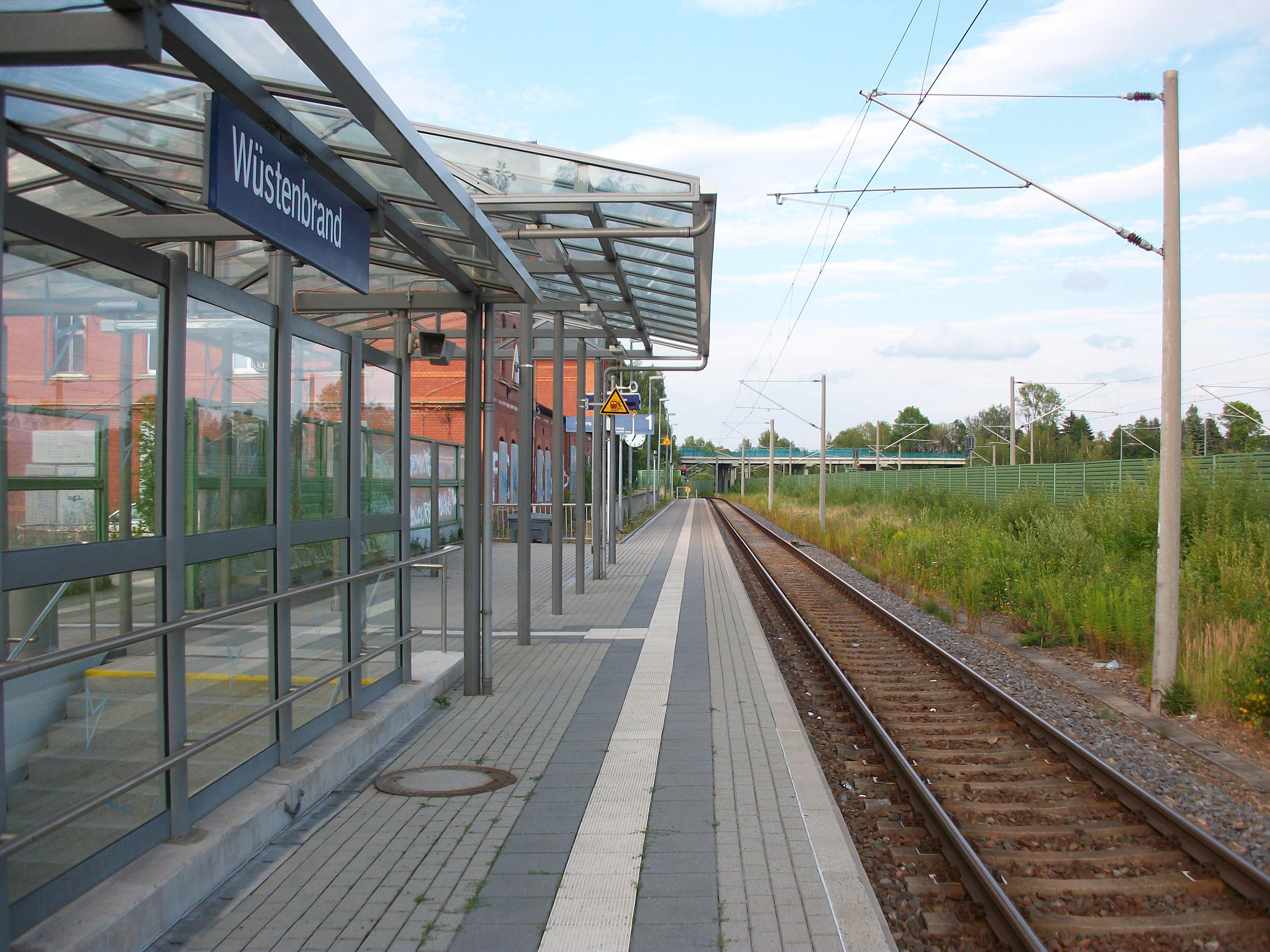
Bahnsteig

Der Bahnhof wurde 1858 als Anschlussbahnhof in Keillage für die von der Chemnitz-Würschnitzer Eisenbahngesellschaft gebaute Kohlenbahn nach Lugau (die später bis Neuoelsnitz verlängert wurde) zusammen mit der Strecke Dresden–Werdau eröffnet, mithilfe einer Verbindungskurve konnten die Kohlenzüge auch direkt nach Chemnitz fahren. Bereits im August 1862 musste der Bahnhof erweitert werden, da von nun an auch der öffentliche Personen- und Güterverkehr nach Lugau aufgenommen wurde. Für den Personenverkehr wurde ein Gleis in Richtung Glauchau mit Bahnsteig angelegt, von dem aber nur über eine Sägefahrt in Richtung Glauchau gefahren werden konnte. Das so entstandene Gleisdreieck wurde von Schlepptenderlokomotiven in den 1970er Jahren auch zum Drehen genutzt. 1882 wurde die private Kohlenbahn verstaatlicht.
1897 wurden die Strecke nach Limbach eröffnet und die Gleisanlagen des Bahnhofs nochmals erweitert, 1899 wurden aus demselben Grund ein neues Empfangs- sowie ein Wirtschaftsgebäude für zusammen ca. 85.000 Mark errichtet. Die Züge nach und von Limbach hielten am Hausbahnsteig.
Bereits in den 1950er Jahren begann der Niedergang des Bahnhofs, 1950 wurde der Personen- und Güterverkehr nach Limbach eingestellt und das Reststück bis Grüna der Strecke Chemnitz–Obergrüna zugeteilt. Nach der Wende im Osten Deutschlands entfiel 1990 auch der Personenverkehr nach Neuoelsnitz. Zwei Jahre später endete der Gesamtverkehr, 2003 wurde die längst abgebaute Strecke stillgelegt.
Im Zuge des Ausbaus der Bahnstrecke Dresden–Werdau wurden die Gleisanlagen Ende der 1990er Jahre in großem Umfang reduziert, geblieben sind neben den zwei durchgehenden Hauptgleisen nur zwei Überholgleise mit jeweils einem Seitenbahnsteig sowie zwei Abstellgleise.

## Verkehrsangebot
Im Fahrplanjahr 1995/96 hielt in Wüstenbrand immer freitags der Schnellzug 1667 von München nach Dresden.
Im Fahrplanjahr 2024 wird der Bahnhof Wüstenbrand stündlich von der Regionalbahn-Linie RB 30 Zwickau–Chemnitz–Dresden bedient, in der werktäglichen Hauptverkehrszeit halbstündlich.